# 大野雄二
大野 雄二（おおの ゆうじ、英: Yuji Ohno、1941年〈昭和16年〉5月30日 - ）は、日本のジャズピアニスト、作曲家、編曲家。静岡県熱海市出身。『ルパン三世』シリーズの作曲家としても知られる。
日本テレビ音楽専属、フリーを経て、バップ専属で活動している。

## 来歴

### 演奏家・作曲家として
静岡県熱海市にある旅館瑞雲荘大野屋（後のホテル大野屋）を創業した大野市郎の次男として生まれ、小学生の時からピアノを始める。6年生の2学期までは地元の小学校に通い、その後は小田原にある小学校・中学校まで越境通学していた。小田原市立第一中学校（現：小田原市立城山中学校）卒業後は慶應義塾高等学校に進学。同級生だった明石勇（クラリネット担当、後にNHKアナウンサーとなる）らと「ジュニア・ライト・ミュージック」を結成。同時期に、独学でジャズを学ぶ。慶應義塾大学法学部法学部政治学科に入学後は、名門ビッグバンド「慶應義塾大学ライトミュージックソサエティ」に所属。鈴木"コルゲン"宏昌、佐藤允彦らと共に「慶應のピアノ三羽烏」と呼ばれた。佐藤は『証言で綴る日本のジャズ史』の中で、慶應在学中に大野と遊びながら和音を作ったと証言している。大野は前田憲男に師事した。
大学在学中、渋谷毅の推薦で藤家虹二クインテットに所属し、プロ・ピアニストとなる。その後白木秀雄（大野のアルバム・デビューは、東芝から発売された白木秀雄クインテットでのLP『HIDEO SHIRAKI MEETS YUZO KAYAMA』）のバックを経て、自らのバンド「大野雄二トリオ」を結成する。
1970年代前半にピアニストを休業し、作曲家活動に専念。テレビドラマや映画の劇伴などを手がけ始める。1975年には、しばたはつみの「シンガー・レディ」を作曲した。アルバムでは11曲中8曲を作曲している。
1976年、映画『犬神家の一族』の音楽を担当。なお、同作に主演した石坂浩二は慶應義塾高等学校・慶應義塾大学法学部の同級生であり、アルバム『音楽と幻想』をリリースしている。劇場公開時のパンフレットには、石坂が大野のレコーディングスタジオを訪ねた記事が掲載されている。
多いときは、ルパン1シリーズで200曲も書いたという。楽器は使わず、朝起きたらすぐに鉛筆を握り、五線紙に向かう。新シリーズのたび、1日15時間を作曲や編曲に費やす生活を3カ月間続けた。
2022年3月25日、体調不良により入院し療養に専念することを発表。その後2024年5月30日に「Lupintic Six with Fujikochans」Billboard Live TOKYO公演から活動を再開するが、復帰後は演奏には参加せず編曲とプロデュースに専念している。

### ルパン三世と映像音楽
1977年にはテレビ版『ルパン三世』第二シリーズの音楽を担当。大野は、70年代前半の「ジャズロック」「クロスオーバー」を継承し、映画音楽や歌手のアルバムに反映させた。1977年の映画『人間の証明』ではジョー山中が歌った「人間の証明のテーマ」を担当する。1978年には『野性の証明』の主題歌、町田義人の「戦士の休息」を作曲した。
松木恒秀（ギター）、長岡道夫（ベース、SHŌGUNのミッチー長岡）、数原晋（トランペット）、渡嘉敷祐一（ドラムス）、市原康（ドラムス）などと結成した「You & Explosion Band」はテレビ番組、松田優作に関わる作品が多い。テレビアニメでは『ルパン三世』『海底超特急マリンエクスプレス』など、テレビドラマでは『大追跡』『大激闘マッドポリス'80』など、松田優作主演の映画『最も危険な遊戯』に始まる「遊戯シリーズ」の劇伴、バックバンドとして参加した松田のアルバム『Uターン』、後述の『24時間テレビ』のサントラ（クレジットは「大野雄二とYou & Explosion Band」）などがある。また、『犬神家の一族』に始まる初期角川映画3作品、テレビアニメ『キャプテン・フューチャー』『ルパン三世 PARTIII』は、バンドのレギュラーメンバーが参加しているが、原盤権が日本テレビ音楽（後述）ではないためクレジットではバンド名が異なっている。2015年放送開始のテレビアニメ『ルパン三世 PART IV』では久しぶりに「You & Explosion Band」名義が使用され、市原康、渡嘉敷祐一、岡沢章（ベース）といった当時のメンバーが再集結した。
「You & Explosion Bandバンド」は大野の所属事務所であった日本テレビ音楽がプロデュースした作品で便宜的に使用される名義で、『ルパン三世』の第二シリーズでサントラを発売する際、名義が必要になったため形式的に名付けられたのが起源である。このため、制作作品に合わせて大野がセクションごとにミュージシャンを選抜し、恒久的なメンバーはいない。オリジナルアルバムとしては『SPACE KID』（2007年にCD化）・『FULL COURSE』などをリリースしている。後年の『ルパン三世』TVスペシャルのサウンドトラック録音でも、数原晋、杉本喜代志（ギター）ら、1970年代当時のメンバーも多い。2005年には「You & Explosion Band」名義のアルバム『Made In Y.O.』が発売された。内容は大野のこれまでの曲の、全て再アレンジの上での新規録音で、大野はアルバム制作のためライブ活動を3ヶ月休止した。
大野の音楽性の特徴は、演奏能力のあるミュージシャンを積極的に起用し、自身のキーボード演奏（主にフェンダー・ローズによるもの）に、リズムセクションにジャズ・ルーツらしいホーンセクション・ストリングセクションを加えたバンド編成で、複雑な調性や和音、リズムを導入した。
劇伴のジャンルで名を馳せた大野だが、弘田三枝子・ソニア・ローザといった歌手のプロデュースも手がけ、成功を収めている。これらの作品は1990年代にレアグルーヴとして再評価された。
また、電子音楽のレーベル「トランソニック」主宰の永田一直によるドラムンベース・プロジェクト「FANTASTIC EXPLOSION」は、1970 - 1980年代のテレビCMなどの音ネタと共に、大野やYou & Explosion Bandが手がけた作品の多くをサンプリングして使用し、1990年代後半に話題となった。『ルパン三世』のリミックスアルバム『PUNCH THE MONKEY!』では「非常線突破」のリミックスを（YOU & FANTASTIC EXPLOSION MIX）と題し手がけている。
『ルパン三世』を通じて山田康雄、小林清志、納谷悟朗らレギュラー出演者と交流があり、特に山田とは自宅兼スタジオ「STUDIO YOU」に招いて酒を酌み交わすほど親しい仲であった。1992年には、山田のCDアルバム制作で自宅スタジオを使い、劇中の台詞に「大野雄二」を呼ぶアドリブがある。1995年に山田が亡くなり、翌年のGWに公開された劇場映画第六作『ルパン三世 DEAD OR ALIVE』並びに毎年恒例となっているTVスペシャルの第八弾『ルパン三世 トワイライト☆ジェミニの秘密』の音楽担当は辞したが、翌1997年には復帰している。PlayStation 2専用ソフト『ルパン三世 ルパンには死を、銭形には恋を』では劇中やクリア特典にポリゴンモデルとしてカメオ出演している。
テレビ音楽では主に日本テレビとNHKでの仕事が多かった。『ルパン三世』の他には、NHK連続テレビ小説『マー姉ちゃん』『いちばん太鼓』、SFアニメ『キャプテン・フューチャー』、『おひかえあそばせ』にはじまる石立鉄男ドラマ、NHKの紀行番組『小さな旅』、特撮ヒーロー『星雲仮面マシンマン』、NHKテレビアニメ『学園戦記ムリョウ』、テレビドラマ『俺はご先祖さま』『外科医 有森冴子』、NHK報道番組『ニュースセンター9時』（2代目テーマソング）『海外ウィークリー』『サンデースポーツ』『NHKニュースTODAY』なども担当。フジテレビでは時代劇『戦国ロック はぐれ牙』、テレビアニメ『スペースコブラ』の主題歌（劇中音楽は羽田健太郎）を手がけた。映画音楽では『犬神家の一族』『人間の証明』『野性の証明』『黄金の犬』のほか、劇場版『義務と演技』、にっかつ映画『おさな妻』などがある。
毎年夏恒例の日本テレビ『24時間テレビ 「愛は地球を救う」』の第1回放送（1978年）では、ピンクレディーの曲を除き、テーマ曲「LOVE SAVES THE EARTH」からコーラス曲、手塚治虫のアニメに至るまで、音楽監督的な立場で参加。第2回以降も大野の音楽は使用され、第14回まで携わった。
イベントへの音楽提供としては1981年の「ポートピア'81」において神戸館の「神戸プラネタリウムシアター」の音楽を担当（アルバム『COSMOS』）や、ハウステンボスのエッシャー館の上映フィルムの音楽などがある。

### 大野雄二トリオ・Yuji Ohno & Lupintic Five〜Yuji Ohno & Lupintic Six
2000年代は作曲活動を極力抑え、井上陽介（ベース）、江藤良人（ドラムス）（ベースは2010年4月まで俵山昌之、ドラムスは2007年3月まで村田憲一郎）とともに「大野雄二トリオ」として、また、2006年にはトリオに加え、松島啓之（トランペット）、鈴木央紹（サックス）、和泉聡志（エレキギター）の3名を含む計6名で「Yuji Ohno & Lupintic Five」を結成し、全国でライブ活動を行っている（2015年末に一度解散）。
2016年には上記の松島・鈴木・和泉と、新たにドラムスに市原康とベースにミッチー長岡という大野の古くからの盟友２人、若手キーボーディストの宮川純をハモンドオルガンとして迎え、「Yuji Ohno & Lupintic Six」として活動を再開した。

## 楽曲提供アーティスト
- 麻倉未稀
- イースタン・ギャング
- 石川さゆり[11]
- 石坂浩二
- 岩城滉一
- 岩崎宏美
- 尾崎紀世彦
- 梶芽衣子
- 河合奈保子
- 加山雄三
- 桑名正博
- グラシェラ・スサーナ
- 佐井好子
- サーカス
- 桜田淳子
- 佐藤奈々子
- サリナ・ジョーンズ（英語版）
- サンディー（サンドラ・ホーン名義）
- 篠原恵美
- 柴田恭兵
- しばたはつみ：「シンガー・レディ」
- 島谷ひとみ
- 清水健太郎
- 朱里エイコ
- ジョー山中：「人間の証明のテーマ」
- SMAP
- ソニア・ローザ
- タイム・ファイブ
- ダ・カーポ
- タケカワユキヒデ
- 田中健
- 田中好子
- 坪田直子
- デューク・エイセス
- 富沢美智恵
- 富田伊知郎（MoJo）
- 中森明菜
- 成田賢
- ハイ・ファイ・セット
- 林隆三
- 林原めぐみ（まりや名義）
- 潘恵子
- ピーカブー
- ピートマック・ジュニア
- ヒデ夕樹
- 平井菜水
- 弘田三枝子
- 藤竜也
- 藤原誠
- ブレッド&バター
- 堀光一路
- 前野曜子
- 牧葉ユミ
- 町田義人：「戦士の休息」
- 松崎しげる
- 松田優作
- 真璃子
- 水木一郎
- 三波春夫
- 南佳孝
- 森進一
- 森山良子
- 山口いづみ
- 山田康雄
- 由紀さおり

## ディスコグラフィ

### リーダーアルバム
| タイトル                 | 発売日         | レーベル                     | 規格           | 規格品番  | 備考                                     |
| ------------------------ | -------------- | ---------------------------- | -------------- | --------- | ---------------------------------------- |
| Sound Adventure Act.1    | 1975年         | SONY                         | LP             | YFSC-29   |                                          |
| Sound Adventure Act.1    | 2015年11月20日 | BRIDGE INC.                  | Blu-spec CD2   | EGDS-69   | 2015年デジタルリマスター盤               |
| マイ・リトル・エンジェル | 1976年         | RVC                          | LP             | RVL-5505  |                                          |
| マイ・リトル・エンジェル | 2014年10月22日 | RCA                          | CD             | SICP-4292 |                                          |
| 永遠のヒーロー           | 1977年         | CBS・ソニー                  | LP             | 25AP-738  |                                          |
| 永遠のヒーロー           | 2014年7月10日  | BRIDGE INC.                  | Blu-spec CD2   | EGDS-68   | 2014年デジタルリマスター盤               |
| スペース・キッド         | 1978年4月      | CBS・ソニー                  | LP             | 25AH-501  |                                          |
| スペース・キッド         | 2013年4月10日  | BRIDGE INC.                  | Blu-spec CD2   | EGDS-66   | 2013年デジタルリマスター盤               |
| サイレント・ダイアローグ | 1979年9月      | ポニー・キャニオン           | LP             | C22R-0028 | 大野雄二プロデュース、松田昌とのアルバム |
| COSMOS                   | 1981年         | CBS・ソニー                  | LP             | 30AH-1202 |                                          |
| COSMOS                   | 2013年4月10日  | BRIDGE INC.                  | Blu-spec CD2   | EGDS-67   | 2013年デジタルリマスター盤               |
| LIFETIDE-生命潮流        | 1982年         | ビクター音楽産業・invitation | LP             | VIH-28104 |                                          |
| LIFETIDE-生命潮流        | 2010年1月20日  | BRIDGE INC.                  | CD（紙ジャケ） | EGDS-48   | 2010年デジタルリマスター盤               |
| フル・コース             | 1983年         | ビクター音楽産業・invitation | LP             | VIH-28119 |                                          |
| フル・コース             | 2011年3月8日   | BRIDGE INC.                  | CD（紙ジャケ） | EGDS-49   | 2011年デジタルリマスター盤               |

### 映画音楽
- さらば夏の光よ（1976年 - 松竹、バーニングプロ）
- 犬神家の一族（1976年 - 角川春樹事務所、東宝）
- おとうと（1976年 - 松竹、バーニングプロ）
- 人間の証明（1977年 - 角川春樹事務所、東映）
- 最も危険な遊戯（1978年 - 東映芸能ビデオ、東映セントラル・フィルム）
- 野性の証明（1978年 - 角川春樹事務所、東映）
- ルパン三世 ルパンVS複製人間（1978年 - 東京ムービー新社）
- 殺人遊戯（1978年 - 東映）
- 乱れからくり（1979年 - 東宝映画）
- 黄金の犬（1979年 - 大映映画）
- ルパン三世 カリオストロの城（1979年 - 東京ムービー新社）
- 処刑遊戯（1979年 - 東映）
- おさな妻（1980年 - にっかつ）
- この子の七つのお祝いに（1982年 - 松竹映画）
- ルパン三世 バビロンの黄金伝説（1985年 - 東宝、東京ムービー新社、日本テレビ、よみうりテレビ）
- あいつに恋して（1987年 - フィルムリンク・インターナショナル、ワーナー・パイオニア、日本テレビ）
- 悲しきヒットマン（1989年 - 東映）
- ルパン三世 くたばれ!ノストラダムス（1995年 - ルパン三世製作委員会）
- ルパン三世 DEAD OR ALIVE（1996年 - ルパン三世製作委員会） - テーマ曲のみ
- あぶない刑事リターンズ（1996年 - あぶない刑事製作委員会） - ゲスト参加
- 義務と演技（1997年 - TBS、東映）
- 犬神家の一族（2006年 - 犬神家の一族製作委員会） - テーマ曲のみ
- ルパン三世VS名探偵コナン THE MOVIE（2013年 - 「ルパン三世VS名探偵コナン」製作委員会） - 大野克夫と共同
- ルパン三世 THE FIRST（2019年 - 2019映画「ルパン三世」製作委員会）
- ルパン三世VSキャッツ・アイ（2023年[注釈 2] - ルパン三世 VS キャッツ・アイ製作委員会） - 大谷和夫、fox capture planと共同[12]

### テレビ作品

#### テレビドラマ
- ナタを追え（1970年、NHK）
- 石立鉄男&ユニオン映画シリーズ（日本テレビ）
  - おひかえあそばせ（1971年）
  - 気になる嫁さん（1971年 - 1972年）
  - パパと呼ばないで（1972年 - 1973年） ※主題歌は羽根田武邦作曲
  - 雑居時代（1973年 - 1974年）
  - 水もれ甲介（1974年 - 1975年）
  - 気まぐれ天使（1976年 - 1977年）
  - 気まぐれ本格派（1977年 - 1978年）
- 火曜日の女シリーズ（日本テレビ）
  - 喪服の訪問者（1971年、国際放映）
  - 山峡の章（1972年、東京映画）
  - 男と女と（1973年、国際放映）
- 土曜日の女シリーズ（日本テレビ）
  - 天使が消えていく(1973年、ユニオン映画)
  - 女子高校生殺人事件（1974年、ユニオン映画）
- 愛のサスペンス劇場（日本テレビ）
  - 炎の記憶（1975年、東京映画）
  - 歯止め（1976年、東京映画）
  - 再会～ふるさとさむく（1976年、大映映画）
  - 愛が見えますか…（1976年、東京映画）
  - 愛が試される時（1977年、東京映画）
- 家光が行く（1972年、ユニオン映画・日本テレビ）
- 戦国ロック はぐれ牙（1973年、C.A.L.、フジテレビ）
- 少年ドラマシリーズ(NHK)
  - 霧の湖（1974年）
  - 明日への追跡（1976年）
- 夢に吹く風（1975年、NHK）
- おふくろさん（1975年、PRODUCT・1・日本テレビ）
- 銀河テレビ小説(NHK)
  - 春の谷間（1977年）
  - 凶水系（1978年）
  - 鏡の中の女（1981年）
  - やつらの戦い（1983年）
  - 愛してよろしいですか（1984年）
  - 風を愛して（1986年）
- 土曜ワイド劇場（テレビ朝日）
  - 新幹線殺人事件（1977年、東映）
  - 「女弁護士 朝吹里矢子」シリーズ（1979年 -1992年、松竹）
  - 密室の四重奏（松竹）
- 日立スペシャル「風が燃えた」（1978年、TBS）
- 大追跡（1978年、東宝・日本テレビ）
- 犬笛（1978年、大映映像・日本テレビ）※テーマ曲のみ
- 南大平洋ミュージカル サラムム（1979年、東京キッドブラザーズ / テレビ朝日）
- 遥かな坂（1979年、テレビ朝日）
- NHK連続テレビ小説
  - マー姉ちゃん（1979年）
  - いちばん太鼓（1985年 - 1986年）
- 大激闘マッドポリス'80（1980年、東映 / 日本テレビ）
  - 特命刑事（1980年、東映 / 日本テレビ）
- 俺はご先祖さま（1981年 - 1982年、オフィス・ヘンミ / 日本テレビ）
- はらぺこ同志（1982年、オフィス・ヘンミ / TBS）
- ママたちが戦争を始めた!（1985年、PDS / 日本テレビ）
- イキのいい奴（1987年、NHK）
- 金曜女のドラマスペシャル「気がつけば騎手の女房」（テレパック / フジテレビ）
- 木曜劇場「わたしの可愛いひと」（フジテレビ）
- シリーズドラマ10「花の降る午後」（1985年、NHK)
- 土曜グランド劇場(日本テレビエンタープライズ・日本テレビ)
  - お父さん（1990年）
  - 外科医・有森冴子（1990年・1992年）
- 24時間テレビドラマスペシャル「いつか見た青い空!盲導犬ハッピー号の大冒険」（日本テレビ）
- 「終の夏かは」（日本テレビ）
- 生命燃ゆ 妻よ子よ、我が人生に悔いなし（1992年、石原プロモーション・テレビ朝日）
- 金曜エンタテインメント『おばさんデカ 桜乙女の事件帖1』（1994年、フジテレビ）
- 江戸の用心棒（1994年 - 1996年、ユニオン映画・日本テレビ）
- 月曜ドラマスペシャル「ひとさらい」（大映テレビ・TBS）
- 宮城テレビ開局30周年記念ドラマ「好き? 誰かを愛してますか」（1999年、宮城テレビ・日本テレビ）
- リーガル・ハイ（2012年、共同テレビ・フジテレビ） ※第1期第7話のみ

#### テレビアニメ・特撮
- ルパン三世シリーズ（東京ムービー新社・日本テレビ）
  - ルパン三世（PART2）（1977年 - 1980年、東京ムービー新社・日本テレビ）
  - ルパン三世 PARTIII（1984年 - 1985年、読売テレビ・東京ムービー新社・日本テレビ）
  - ルパン三世 バイバイ・リバティー・危機一発!（1989年）
  - ルパン三世 ヘミングウェイ・ペーパーの謎（1990年）
  - ルパン三世 ナポレオンの辞書を奪え（1991年）
  - ルパン三世 ロシアより愛をこめて（1992年）
  - ルパン三世 ルパン暗殺指令（1993年）
  - ルパン三世 燃えよ斬鉄剣（1994年）
  - ルパン三世 ハリマオの財宝を追え!!（1995年）
  - ルパン三世 トワイライト☆ジェミニの秘密（1996年） - テーマ曲のみ
  - ルパン三世 ワルサーP38（1997年）
  - ルパン三世 炎の記憶〜TOKYO CRISIS〜（1998年）
  - ルパン三世 愛のダ・カーポ〜FUJIKO'S Unlucky Days〜（1999年）
  - ルパン三世 1$マネーウォーズ（2000年）
  - ルパン三世 アルカトラズコネクション（2001年）
  - ルパン三世 EPISODE:0 ファーストコンタクト（2002年）
  - ルパン三世 お宝返却大作戦!!（2003年）
  - ルパン三世 盗まれたルパン 〜コピーキャットは真夏の蝶〜（2004年）
  - ルパン三世 天使の策略 〜夢のカケラは殺しの香り〜（2005年）
  - ルパン三世 セブンデイズ・ラプソディ（2006年）
  - ルパン三世 霧のエリューシヴ（2007年）
  - ルパン三世 sweet lost night 〜魔法のランプは悪夢の予感〜（2008年）
  - ルパン三世VS名探偵コナン（2009年、「ルパン三世VS名探偵コナン」製作委員会（日本テレビ放送網、讀賣テレビ放送、トムス・エンタテインメント、小学館）） - 大野克夫と共同
  - ルパン三世 the Last Job（2010年）
  - ルパン三世 血の刻印 〜永遠のMermaid〜（2011年）
  - ルパン三世 東方見聞録 〜アナザーページ〜（2012年）
  - ルパン三世 princess of the breeze 〜隠された空中都市〜（2013年）
  - ルパン三世 PART IV（2015年 - 2016年）
  - ルパン三世 イタリアン・ゲーム（2016年[13]）
  - ルパン三世 PART5（2018年）
  - ルパン三世 グッバイ・パートナー（2019年）
  - ルパン三世 プリズン・オブ・ザ・パスト（2019年）
  - ルパン三世 PART6（2021年）
- キャプテン・フューチャー （1978年）
- 24時間テレビアニメスペシャル（日本テレビ）
  - 100万年地球の旅 バンダーブック（1978年、手塚プロダクション）
  - 海底超特急マリンエクスプレス（1979年、手塚プロダクション）
  - フウムーン（1980年、手塚プロダクション）
  - アンドロメダ・ストーリーズ（1982年、東映動画）
  - タイムスリップ10000年プライム・ローズ（1983年、手塚プロダクション、日本テレビ）
- スペースコブラ（1982年 - 1983年、東京ムービー新社・フジテレビ） ※主題歌のみ担当
- 星雲仮面マシンマン（1984年、東映・読売広告社・日本テレビ）
- 学園戦記ムリョウ（2001年、「学園戦記ムリョウ」製作委員会（NHKエンタープライズ・NHK出版・キングレコード）・マッドハウス・NHK）

#### その他番組
- スタジオ102（NHK）
- ベスト30歌謡曲（1972年 - 1976年、NET）
- ニュースセンター9時（1974年 - 1977年、NHK）
- 24時間テレビ 「愛は地球を救う」（1978年 - 1991年、日本テレビ）
- 昭和回顧録（1978年 - 1981年、NHK）
- ルポルタージュにっぽん（1978年 - 1984年、NHK）
- 海外ウィークリー（1980年 - 1985年、NHK）
- 森繁対談・日曜日のお客様（1982年、毎日放送）
- NHK特集「シベリア鉄道～9000キロ8日の旅～」（1982年、NHK）
- 生命潮流（1982年、日本テレビ）
- 小さな旅（1983年 - 、NHK）
- おもしろ人間ウォンテッド!!（日本テレビ）
- NHK特集「磯村尚徳 東西国境5000キロの旅 -ヨーロッパ分割40年-」（1985年、NHK）
- NHK特集「富士山」（1986年、NHK）[14]
- 愛ラブ・リビング（日本テレビ）※アルバム『フルコース』より流用
- 忘れ得ぬ山河 尾瀬・手紙が綴る四季（NHK）

### ビデオ作品/Vシネマ
- NORA（フィルムリンク・インターナショナル）
- マイティ・オーボッツ（アメリカABC、東京ムービー新社）
- 狙撃 THE SHOOTISTシリーズ（東映ビデオ、セントラル・アーツ）
- ハラスのいた日々（VAP）
- 悪人専用（東映ビデオ、セントラル・アーツ）
- 夜のストレンジャー 恐怖（東映ビデオ、セントラル・アーツ）
- ろくでなし LAST DOWN TEN（東映ビデオ、セントラル・アーツ）
- 復讐の掟 ROGUE COP（東映ビデオ、セントラル・アーツ）
- あなたが振り返るとき（日本コロムビア、グルーパープロダクション）
- XX 美しき凶器（東映ビデオ）
- ルパン三世 生きていた魔術師（トムス・エンタテインメント、VAP、日本テレビ）
- ルパン三世 GREEN vs RED（トムス・エンタテインメント、VAP、日本テレビ）
- ルパン三世 Master File（トムス・エンタテインメント、VAP、日本テレビ）

#### イメージ作品
- LaserVision DEMONSTRATION Ⅱ (LD)（1988年、レーザーディスク協会）
- HIGH VISUAL・CHECK DISK / WATCHING PEOPLE  (1989年、LD/DVD)（パイオニアLDC)
- REFERENCE LASER DISC (1990年、LD)（パイオニア）
- サラブレッド 明日をめざす戦士 (1992年、MUSE Hi-Vision LD)（パイオニア）
- Hi-Vision LD Demonstration (1992年、MUSE Hi-Vision LD)（パイオニア）
- Ordinary Europe 素顔の欧羅巴 (1993年、MUSE Hi-Vision LD/DVD)（パイオニアLDC）
- PAL  LD DEMONSTRATION (LD)（パイオニア）

### ドラマCD
- 宇宙英雄物語シリーズ（ワーナー・パイオニア） ※田中公平と共同

### プロレス
- スナイパー・フロム・ザ・ダークネス（新日本プロレス / バッドニュース・アレンのテーマ）
- ローリング・ソバット（新日本プロレス / タイガーマスクのテーマ）

### ゲーム音楽
- ヨーロッパ戦線（KOEI）
- ルパン三世 魔術王の遺産（バンプレスト/PlayStation 2専用）
- ルパン三世 コロンブスの遺産は朱に染まる（バンプレスト/PlayStation 2専用）
- ルパン三世 ルパンには死を、銭形には恋を（バンプレスト/PlayStation 2専用）

### CM
- レディーボーデン（明治乳業）
- ドライ・キャット（サントリー） - 歌・演奏：イースタン・ギャング
- 雪うさぎ（風月フーズ）他多数[15]

### 競輪
- 競輪テーマA・B - 1982年～1991年にかけて競輪で使用。

## ビブリオグラフィ / 著書
- ルパン三世 ジャズノート&DVD 講談社 ISBN 4-06-212497-1

## 受賞歴
- 1976年度毎日映画コンクール音楽賞
- 1978年度日本アカデミー賞優秀音楽賞ノミネート
- 1996年度JASRAC賞国際賞（新ルパン三世BGM）
- 1998年NHK地域放送文化賞
- 2014年度JASRAC賞銅賞（ルパン三世のテーマ'78）
- 2024年東京アニメアワードフェスティバル2024において功労部門を受賞[16]。

## 共同作業者
- 鈴木清司 - 『ルパン三世』をはじめ、大野が劇伴を手掛けた作品の多くの選曲やサウンドディレクションを務めている。
- 伊豫部富治 - レコーディング・エンジニア。